# Селф, Уилл
Уи́лл Селф (англ. Will Self, р. 1961) — британский журналист и писатель. Работает в жанре жёсткой сатиры, для большинства его книг характерно гротескное видение современного мира.

## Биография
Уилл Селф родился 26 сентября 1961 года в Лондоне, Великобритания. Окончил Эксетер-колледж Оксфордского университета. После учёбы Селф работал журналистом и карикатуристом в ряде лондонских изданий либерального направления, в частности, в журнале New Statesman и газете The Observer. Из последней его уволили в 1997 году после эпизода во время избирательной кампании Джона Мейджора, когда Селфа, призванного освещать это мероприятие, заметили с героином в туалете самолёта премьер-министра Великобритании. В настоящее время Селф ведёт авторскую колонку в газете The Independent и в русской версии мужского журнала Esquire.
В 1991 году выходом сборника рассказов «Количественная теория безумия» состоялся литературный дебют Уилла Селфа, отмеченный мемориальной премией Джеффри Фабера. Год спустя вышел первый роман писателя «Кок'н'булл». Роман состоит из двух историй — мужчины и женщины, в один прекрасный день обнаруживших на своём теле половые органы противоположного пола. Книга принесла писателю известность, а последующие его произведения, наиболее яркие из которых — романы «Обезьяны» (1997) и «Дориан» (2002), закрепили за Селфом репутацию язвительного сатирика, высмеивающего различные стороны жизни современного британского общества. Критики находят в творчестве Уилла Селфа влияние таких непохожих друг на друга авторов, как Франц Кафка, Уильям С. Берроуз, Мартин Эмис.